# Tipula (Pterelachisus) winthemi
Tipula (Pterelachisus) winthemi is een tweevleugelige uit de familie langpootmuggen (Tipulidae). De soort komt voor in het Palearctisch gebied.